# Pelagia la Virgen
Pelagia (en griego, Πελαγία), citada como Pelagia de Antioquía y Pelagia la Virgen, fue una santa cristiana, virgen y mártir que saltó a la muerte durante la persecución de Diocleciano para evitar ser obligada por los soldados romanos a ofrecer un sacrificio público a los dioses paganos, o hacer "algo indescriptible [porque era virgen]", típicamente inferido como que los soldados romanos intentarían violarla. Ella tenía 15 años. Originalmente, su fiesta se celebraba el 8 de octubre, en común con santa Pelagia la cortesana y santa Pelagia de Tarso. En la Iglesia católica, pasó luego a celebrarse el 9 de junio y, en Nápoles, en Italia, se celebra el 5 de octubre.

## Vida
Pelagia es mencionada por san Ambrosio de Milán y es el tema de dos sermones de san Juan Crisóstomo. Estaba sola en casa durante la persecución de Diocleciano cuando llegaron los soldados romanos. Ella salió a su encuentro y, al descubrir que pretendían obligarla a participar en un sacrificio pagano, pidió permiso para cambiarse de ropa. Se vistió de novia, fue al techo de su casa y se tiró al mar. Las fuentes patrísticas tratan esto como un martirio honorable más que como un suicidio innoble.

## Legado
La historia de Pelagia fue la probable base de los más dudosos relatos posteriores de Pelagia de Tarso.